# Robert Zemeckis
Robert Zemeckis   (Chicago, 14 de maig de 1952) és un director, productor i guionista estatunidenc. reconegut com a innovador en efectes visuals. Va atreure l'atenció pública per primera vegada als anys vuitanta com a director de Romancing the Stone (1984) i la comèdia de ciència-ficció Retorn al futur (1985-1991), trilogia cinematogràfica, així com la comèdia d'acció i animació Who Framed Roger Rabbit (1988). A la dècada de 1990, va dirigir Death Becomes Her i després es va diversificar cap a un registre més dramàtic, incloent Forrest Gump (1994), per la qual va guanyar l'Oscar al millor director; la pel·lícula va guanyar també el premi a la millor pel·lícula. Les pel·lícules que ha dirigit han abastat una gran varietat de gèneres, tant per a adults com per a famílies.
Les pel·lícules de Zemeckis es caracteritzen per un interès pels efectes especials d'última generació, incloent l'ús primerenc de la inserció de gràfics per ordinador en imatges d'acció com a Back to the Future Part II (1989) i Forrest Gump, i el pioner tècniques de captura de moviment vistes a The Polar Express (2004), Monster House (2006), Beowulf (2007), A Christmas Carol (2009) i Welcome to Marwen (2018). Tot i que sovint Zemeckis ha estat referenciat com un director interessat només en els efectes especials, la seva obra ha estat defensada per diversos crítics, inclòs David Thomson, que va escriure que "Cap altre director contemporani ha utilitzat efectes especials amb finalitats més dramàtiques i narratives".

## Infantesa
Robert Lee Zemeckis va néixer el 14 de maig de 1952 a Chicago, fill de Rose (nascuda Nespeca) i d'Alphonse Zemeckis. El seu pare era lituà-americà mentre que la seva mare era italoamericana. Zemeckis va créixer al costat sud de la ciutat. Va assistir a una escola de primària catòlica i a la Fenger Academy High School.
De petit, li encantava la televisió i estava fascinat per la càmera de cinema de 8 mm dels seus pares. Els seus principis en el món del rodatge fou en esdeveniments familiars com aniversaris i vacances, i a poc a poc va començar a produir pel·lícules narratives amb els seus amics que incorporaven treballs de stop motion i altres efectes especials. Juntament amb gaudir de pel·lícules, Zemeckis va continuar sent un àvid espectador de televisió. La televisió va donar a Zemeckis la seva primera visió d'un món fora de la seva educació [8] ja que li va permetre conèixer l'existència d'escoles de cinema a través d'un un episodi de The Tonight Show protagonitzat per Johnny Carson. Després de veure a Bonnie i Clyde amb el seu pare i estar fortament influenciat per això, Zemeckis va decidir que volia anar a l'escola de cinema. Els seus pares van desaprovar la idea, però finalment hi van accedir.

## Carrera

### Primers anys
Zemeckis va assistir per primera vegada a la Northern Illinois University (NIU) a City of DeKalb, Illinois, i va adquirir una primera experiència en cinema com a tallador de pel·lícules per a la NBC News a Chicago durant unes vacances d'estiu. També va editar anuncis publicitaris al seu estat d'origen. Zemeckis va sol·licitar el trasllat de NIU a l'Escola d'Arts Cinemàtiques de la Universitat del Sud de Califòrnia (USC) a Los Angeles, Califòrnia i va entrar a l'escola de cinema gràcies a un assaig i un vídeo musical basat en una cançó dels The Beatles. Sembla que inicialment Zemeckis no tenia notícies de la universitat sobre el seu ingrés, i amb una trucada personal del propi director se li va comunicar que havia estat rebutjat a causa de les seves notes mitjanes. Després d'una, definida així pel mateix Zemeckis, "súplica apassionada" al funcionari que el va atendre, i prometent anar a l'escola d'estiu i millorar els seus estudis, va convèncer l'escola perquè l'acceptés.
A la USC Zemeckis va conèixer un company d'estudis, l'escriptor Bob Gale. Segons pròpies paraules de Gale "Els estudiants de postgrau de la USC tenien aquest aspecte d'intel·lectualisme ... Així que Bob i jo vam gravitar els uns als altres perquè volíem fer pel·lícules de Hollywood. No ens interessava la New Wave francesa. Ens interessava Clint Eastwood,James Bond i Walt Disney, perquè així vam créixer". Zemeckis es va graduar a la USC el 1973
Com a resultat de guanyar un premi de l'Acadèmia Estudiantil a la USC per la seva pel·lícula Un camp d'honor [16], Zemeckis va cridar l'atenció d'Steven Spielberg. Spielberg qui es va convertir en el mentor i executiu de Zemeckis que va produir les seves primeres dues pel·lícules, ambdues coescrites de Gale i Zemeckis.
I Wanna Hold Your Hand (1978), protagonitzada per Nancy Allen, i Used Cars (1980), amb Kurt Russell, van ser ben rebudes per la crítica, però van suposar un fracàs comercial. I Wanna Hold Your Hand va ser la primera de les diverses pel·lícules de Zemeckis que va incorporar personatges històrics i celebritats a les seves pel·lícules. A la pel·lícula, va utilitzar imatges d'arxiu i dobles per simular la presència dels Beatles. Després del fracàs de les seves dues primeres pel·lícules, i de la dirigida per Spielberg el 1941 (1979, per a la qual Zemeckis i Gale havien escrit el guió), la parella es va guanyar una bona reputació a Hollywood com a guionistes.

### Back to the Future i Forrest Gump
Com a resultat de la seva reputació dins de la indústria, Zemeckis va tenir problemes per trobar feina a principis dels anys vuitanta. Van escriure guions per a altres directors, inclosos Car Pool per a Brian De Palma i Growing Up per a Spielberg; però cap dels dos projectes es va acabar portant a terme. Un altre projecte que feia temps que tenien mans de Zemeckis-Gale, tractava d'un adolescent que viatja accidentalment en el temps fins a la dècada de 1950, però el projecte també va ser rebutjat per tots els estudis més importants Així, paulatinament Zemeckis es va quedar sense projectes fins que Michael Douglas el va contractar l'any 1984 per dirigir Romancing the Stone, una aventura romàntica protagonitzada per Douglas i Kathleen Turner. S’esperava que Romancing fracassés (fins al punt que, després d'haver vist una part dura de la pel·lícula, els productors van acomiadar Zemeckis com a director), però la pel·lícula es va convertir en un èxit. Mentre treballava a Romancing the Stone, Zemeckis va conèixer el compositor Alan Silvestri, amb qui ha col·laborat al llarg dels anys en molts del seus projectes.
L'èxit de Romancing the Stone, li va permetre tenir la influència per dirigir el guió del projecte que portava temps rumiant. La pel·lícula sobre un adolescent que viatjava en el temps prenia forma, sota el títol de Back to the Future. Protagonitzada per Michael J. Fox (inicialment el protagonista era interpretat per Eric Stoltz), Lea Thompson, Crispin Glover i Christopher Lloyd, la pel·lícula fou un dels grans èxits de 1985 ja des del seu llançament, i va ser seguida per dues seqüeles el 1990 i el 1991. Abans que es publiquessin les seqüeles Back to the Future, Zemeckis va col·laborar amb Disney i va dirigir una altra pel·lícula, Who Framed Roger Rabbit, que combinava minuciosament l'animació tradicional i l'acció en viu; el seu pressupost de 70 milions de dòlars la va convertir en una de les pel·lícules més cares realitzades fins aquell moment. La pel·lícula va tenir un èxit financer i crític i va guanyar tres premis de l'Acadèmia. El 1992, Zemeckis va dirigir la comèdia negra Death Becomes Her, protagonitzada per Meryl Streep, Goldie Hawn i Bruce Willis.
Tot i que amb alguns elements còmics, la primera pel·lícula de Zemeckis amb elements dramàtics fou el seu major èxit comercial, Forrest Gump. Protagonitzada per Tom Hanks en el paper principal, Forrest Gump explica la història d'un home amb un QI baix, que sense voler-ho participa en alguns dels esdeveniments més importants del segle XX i s’enamora i interactua amb diverses figures històriques. La pel·lícula va recaptar 677 milions de dòlars a tot el món i es va convertir en la pel·lícula nord-americana més recaptadora de 1994; va guanyar sis premis de l'Acadèmia, inclosa la de millor pel·lícula, millor actor (per Hanks) i millor director (per Zemeckis). A partir d'aquest moment, Hanks continuaria actuant per a Zemeckis en pel·lícules posteriors i es van convertir en col·laboradors freqüents. El 1997, Zemeckis va dirigir Contact, un projecte de llarga gestació basat en la novel·la homònima de Carl Sagan de 1985. La pel·lícula se centra en Eleanor Arroway, una científica interpretada per Jodie Foster, que creu que ha estat en contacte amb éssers extraterrestres.
A principis dels 90, Zemeckis funda la South Side Amusement Company, que més tard es va convertir en ImageMovers. Durant aquest mateix període, Zemeckis també va ser el co-productor executiu de T.V.s "Tales from the Crypt" (1989-1996, emès originalment al canal de pagament Home Box Office). També va dirigir tres episodis de la sèrie.
El 1996, Zemeckis havia començat a desenvolupar un projecte titulat The Castaway amb Tom Hanks i l'escriptor William Broyles Jr. La història, inspirada en Robinson Crusoe, tracta d'un home que queda encallat en una illa deserta i experimenta un profund canvi físic i espiritual Mentre treballava a The Castaway, Zemeckis també es va unir a un thriller hitchcockià titulat What Lies Beneath, la història d'una parella casada que experimenta un cas extrem de síndrome de niu buit que es basava en una idea de Steven Spielberg. Com que el personatge de Hanks havia de patir una pèrdua de pes dramàtica al llarg de The Castaway, Zemeckis va decidir que l'única manera de retenir el mateix equip de rodatge mentre Hanks perdia pes era rodar What Lies Beneath pel mig. Va rodar la primera part de Cast Away a principis de 1999 i va rodar What Lies Beneath a la tardor de 1999, completant el treball a Cast Away a principis de 2000. Més tard, Zemeckis va ironitzar, quan se li va preguntar sobre el rodatge de dues pel·lícules consecutivament: "No ho recomanaria a ningú", però va sortir bé a la taquilla, amb una recaptació de més de 155 milions de dòlars a nivell nacional. Cast Away va ser estrenada aquell desembre i va ingressar 233 milions de dòlars nacionals; Hanks va rebre una nominació als Oscar al millor actor per la seva interpretació de Chuck Noland.

### Segle XXI
El 2004, Zemeckis va tornar a treballar amb Hanks i va dirigir The Polar Express, basada en el llibre infantil del mateix nom de Chris Van Allsburg. La pel·lícula va utilitzar la tècnica d'animació per ordinador coneguda com a Captura de moviments, mitjançant la qual els moviments dels actors es capturen digitalment i s’utilitzen com a base per als personatges animats. Com a primera pel·lícula important que va utilitzar aquesta tècnica, The Polar Express va fer que The New York Times escrivís que: "Qualsevol cosa que la crítica i el públic facin d'aquesta pel·lícula, des d'una perspectiva tècnica podria marcar un punt d'inflexió en la transició gradual d'un analògic a un cinema digital.
Al febrer de 2007, Zemeckis i el president dels estudis Walt Disney, Dick Cook, van anunciar els plans per a una nova companyia de cinema de captura de moviments dedicada a pel·lícules en 3D creades per CG. La companyia, ImageMovers Digital, va crear pel·lícules amb la tecnologia de captura de rendiment, amb Zemeckis dirigint la majoria dels projectes que Disney va distribuir i comercialitzar a tot el món. Zemeckis va tornar a utilitzar la tecnologia de captura de rendiment a la seva pel·lícula, Beowulf, per relatar el poema èpic anglosaxó del mateix nom. Hi participaven Ray Winstone, Angelina Jolie i Anthony Hopkins.
El juliol de 2007, Variety anuncia que Zemeckis havia escrit un guió per A Christmas Carol, basat en el relat homònim de Charles Dickens de 1843, amb plans per utilitzar la captura de moviments i publicar-la sota l'egida d'ImageMovers Digital. Zemeckis va escriure el guió pensant en Jim Carrey, i Carrey va acceptar interpretar multitud de papers a la pel·lícula, inclòs Ebenezer Scrooge de jove, de mitjana edat i vell, i els tres fantasmes que persegueixen Scrooge. La pel·lícula va començar la seva producció el febrer de 2008 i es va estrenar el 6 de novembre de 2009 amb crítiques mixtes i amb una recaptació de 325 milions de dòlars a la taquilla. L'actor Gary Oldman també va aparèixer a la pel·lícula.
El 19 d'agost de 2009, es va informar que Zemeckis i la seva companyia estaven en converses amb Apple Corps Ltd per refer la pel·lícula d'animació Yellow Submarine en 3D utilitzant una vegada més la captura de rendiment. Tanmateix, el 12 de març de 2010, amb la desaparició del major aliat a Disney de Zemeckis, l'expresident Dick Cook, i enmig d'una dràstica reducció de costos per part del nou equip directiu, Disney va anunciar que la relació amb ImageMovers Digital tenia data de caducitat. L'última pel·lícula de l'estudi, Mars Needs Moms, produïda per Zemeckis, del 2011, va ser el segon pitjor fracàs de taquilla de la història, amb una pèrdua neta d'aproximadament 130 milions de dòlars i va provocar la fi de la relació entre Zemeckis i Disney i la cancel·lació del projecte Yellow Submarine. Zemeckis va tornar al cinema d'acció en directe amb Flight, un drama de 2012 per a Paramount, protagonitzat per Denzel Washington.

## Vida Personal
Zemeckis ha dit que, durant molt de temps, va sacrificar la seva vida personal en favor d'una carrera. A principis dels anys vuitanta, Zemeckis es va casar amb l'actriu Mary Ellen Trainor, amb qui va tenir un fill, Alexander Francis. Va descriure el matrimoni com a difícil d'equilibrar amb el cinema, i la seva relació amb Trainor finalment va acabar en divorci. El 4 de desembre de 2001 es va casar amb l'actriu Leslie Harter, [1] amb qui té tres fills.
Segons els registres de donacions de la campanya de les eleccions estatunidenques, Zemeckis ha contribuït amb freqüència a les campanyes electorals de candidats polítics afiliats al Partit Democràta.

## Filmografia
| Any  | Títol                           | Director | Productor | Gionista |
| ---- | ------------------------------- | -------- | --------- | -------- |
| 1978 | I Wanna Hold Your Hand          | Sí       | No        | Sí       |
| 1979 | 1941 (pel·lícula)               | No       | No        | Sí       |
| 1980 | Used Cars                       | Sí       | No        | Sí       |
| 1984 | Darrere el cor verd             | Sí       | No        | No       |
| 1985 | Retorn al futur                 | Sí       | No        | Sí       |
| 1988 | Qui ha enredat en Roger Rabbit? | Sí       | No        | No       |
| 1989 | Retorn al futur 2               | Sí       | No        | història |
| 1990 | Retorn al futur 3               | Sí       | No        | història |
| 1992 | Death Becomes Her               | Sí       | Sí        | No       |
| 1992 | Trespass                        | No       | executiu  | Sí       |
| 1994 | Forrest Gump                    | Sí       | No        | No       |
| 1996 | Bordello of Blood               | No       | executiu  | història |
| 1997 | Contact (pel·lícula de 1997)    | Sí       | Sí        | No       |
| 2000 | What Lies Beneath (pel·lícula)  | Sí       | Sí        | No       |
| 2000 | Nàufrag                         | Sí       | Sí        | No       |
| 2004 | Polar express                   | Sí       | Sí        | Sí       |
| 2007 | Beowulf (pel·lícula de 2007)    | Sí       | Sí        | No       |
| 2009 | A Christmas Carol               | Sí       | Sí        | Sí       |
| 2012 | Flight                          | Sí       | Sí        | No       |
| 2015 | The Walk                        | Sí       | Sí        | Sí       |
| 2016 | Allied                          | Sí       | Sí        | No       |
| 2018 | Welcome to Marwen               | Sí       | Sí        | Sí       |
| 2020 | The Witches                     | Sí       | Sí        | Sí       |
| 2022 | Pinotxo (Pinocchio)             | Sí       | Sí        | Sí       |
| 2024 | Here (pel·lícula de 2024)       | Sí       | Sí        | Sí       |

| Productor - Tales from the Crypt Presents: Demon Knight (1995) - House on Haunted Hill (1999) - Thirteen Ghosts (2001) - Ghost Ship (2002) - Gothika (2003) - House of Wax (2005) - The Prize Winner of Defiance, Ohio (2005) - The Reaping (2007) - Mars Needs Moms (2011) - BIOS (2021) | Productor executiu - The Public Eye (1992) - Trespass (1992) - The Frighteners (1996) - Bordello of Blood (1996) - Matchstick Men (2003) - Last Holiday (2006) - Monster House (2006) - Behind the Burly Q (2010) - Real Steel (2011) - Bound by Flesh (2012) (documentary) |  |

### Short film
| Year | Title                     | Director | Writer |
| ---- | ------------------------- | -------- | ------ |
| 1972 | The Lift                  | Sí       | Sí     |
| 1973 | A Field of Honor          | Sí       | Sí     |
| 2015 | Doc Brown Saves the World | Sí       | Sí     |

### Television
| Year         | Film                                                                                           | Director | executiu producer | Writer   | Creator | Notes                                                               |
| ------------ | ---------------------------------------------------------------------------------------------- | -------- | ----------------- | -------- | ------- | ------------------------------------------------------------------- |
| 1975         | Kolchak: The Night Stalker                                                                     | No       | No                | història | No      | Episode: "Chopper"                                                  |
| 1984         | Used Cars                                                                                      | Sí       | Sí                | No       | Sí      | Unsold pilot                                                        |
| 1986         | Amazing Stories                                                                                | Sí       | No                | No       | No      | Episode: "Go to the Head of the Class"                              |
| 1989–1996    | Tales from the Crypt                                                                           | Sí       | Sí                | No       | No      | Episodes: "And All Through the House", "Yellow" and "You, Murderer" |
| 1991–1992    | Back to the Future                                                                             | No       | No                | No       | Sí      |                                                                     |
| 1992         | Two-Fisted Tales                                                                               | Sí       | Sí                | No       | No      | Segment: "Yellow"                                                   |
| 1993         | Johnny Bago                                                                                    | Sí       | Sí                | història | Sí      | Episode: "Johnny Bago Free at Last"                                 |
| 1999         | Robert Zemeckis on Smoking, Drinking and Drugging in the 20th Century: In Pursuit of Happiness | Sí       | No                | No       | No      | Television documentary                                              |
| 2018–present | Manifest                                                                                       | No       | Sí                | No       | No      |                                                                     |
| 2019–2020    | Project Blue Book                                                                              | No       | Sí                | No       | No      |                                                                     |
| 2019–present | What/If                                                                                        | No       | Sí                | No       | No      |                                                                     |
| 2023-2024    | Tooned Out                                                                                     | No       | Sí                | No       | No      |                                                                     |

| Productor - Tales from the Crypt Presents: Demon Knight (1995) - House on Haunted Hill (1999) - Thirteen Ghosts (2001) - Ghost Ship (2002) - Gothika (2003) - House of Wax (2005) - The Prize Winner of Defiance, Ohio (2005) - The Reaping (2007) - Mars Needs Moms (2011) - BIOS (2021) | Productor executiu - The Public Eye (1992) - Trespass (1992) - The Frighteners (1996) - Bordello of Blood (1996) - Matchstick Men (2003) - Last Holiday (2006) - Monster House (2006) - Behind the Burly Q (2010) - Real Steel (2011) - Bound by Flesh (2012) (documentary) |  |

### Curtmetratges
| Any  | Títol                     | Director | Guionista |
| ---- | ------------------------- | -------- | --------- |
| 1972 | The Lift                  | Sí       | Sí        |
| 1973 | A Field of Honor          | Sí       | Sí        |
| 2015 | Doc Brown Saves the World | Sí       | Sí        |

### Televisió
| Any          | Film                                                                                           | Director | Productor executiu | Guionista | Creador | Notes                                                               |
| ------------ | ---------------------------------------------------------------------------------------------- | -------- | ------------------ | --------- | ------- | ------------------------------------------------------------------- |
| 1975         | Kolchak: The Night Stalker                                                                     | No       | No                 | història  | No      | Episodi: "Chopper"                                                  |
| 1984         | Used Cars                                                                                      | Sí       | Sí                 | No        | Sí      | Pilot no venut                                                      |
| 1986         | Amazing Stories                                                                                | Sí       | No                 | No        | No      | Episodi: "Go to the Head of the Class"                              |
| 1989–1996    | Tales from the Crypt                                                                           | Sí       | Sí                 | No        | No      | Episodis: "And All Through the House", "Yellow" and "You, Murderer" |
| 1991–1992    | Back to the Future                                                                             | No       | No                 | No        | Sí      |                                                                     |
| 1992         | Two-Fisted Tales                                                                               | Sí       | Sí                 | No        | No      |                                                                     |
| 1993         | Johnny Bago                                                                                    | Sí       | Sí                 | història  | Sí      | Episodi: "Johnny Bago Free at Last"                                 |
| 1999         | Robert Zemeckis on Smoking, Drinking and Drugging in the 20th Century: In Pursuit of Happiness | Sí       | No                 | No        | No      | Television documentary                                              |
| 2018–present | Manifest                                                                                       | No       | Sí                 | No        | No      |                                                                     |
| 2019–2020    | Project Blue Book                                                                              | No       | Sí                 | No        | No      |                                                                     |
| 2019–present | What/If                                                                                        | No       | Sí                 | No        | No      |                                                                     |
|              | Tooned Out                                                                                     | No       | Sí                 | No        | No      |                                                                     |